# Pierre Gramegna
Pierre Gramegna (Esch-sur-Alzette, 22 d'abril de 1958) és un polític i diplomàtic luxemburguès. Des del 4 de desembre de 2013, ocupa el càrrec de ministre de Finances del Govern Bettel-Schneider.

## Biografia
Gramegna va estudiar dret i economia a la Universitat de París II Panthéon-Assas.
Va fer la major part de la seva carrera com a diplomàtic, estant des de 1996 fins a 2002 ambaixador del seu país al Japó i Corea del Sud. El 2003 es va convertir en director general de la Cambra de Comerç de Luxemburg, càrrec que va ocupar fins a la seva incorporació al govern. Va ser president de la junta de Cargolux 2004-2008 i director de diverses empreses com la Borsa de Luxemburg.
És des de 2014 president de la Fundació de Luxemburg. És un Comandant de l'Orde del Mèrit del Gran Ducat de Luxemburg.